# Marsaxlokk
Marsaxlokk (uitspraak: marsasjlok) is een traditioneel vissersdorp en tevens gemeente in het zuidoosten van Malta met ongeveer 3205 inwoners (november 2005). De naam van het dorp komt van marsa, dat "haven" of "baai" betekent in het Arabisch, en xlokk, wat het Maltese woord is voor zuidoost.
Marsaxlokk wordt gezien als het belangrijkste vissersdorp van Malta en daarnaast als een van de meest pittoreske plaatsjes vanwege een het uitzicht op zee. Het feit dat men tegelijkertijd tevens uitkijkt op een elektriciteitscentrale wordt daarbij vaak niet vermeld.
Langs de kustlijn liggen traditionele Maltese vissersbootjes. Op deze bootjes, die "luzzu" genoemd worden, is een oog geschilderd waarvan men gelooft dat dit de vissers beschermt tegen het boze oog. Visnetten hangen te drogen en regelmatig ziet men er vissers in de weer met het repareren van deze netten. De vis die door deze vissers wordt gevangen, vormt het grootste deel van alle vis op Malta. Hierbij gaat het om zwaardvis, tonijn en de lokaal zeer populaire lampuki.
De toestroom van toeristen maakt dat er nieuwe visrestaurants ontstaan. Ook weten souvenirverkopers hun weg te vinden naar de baai.

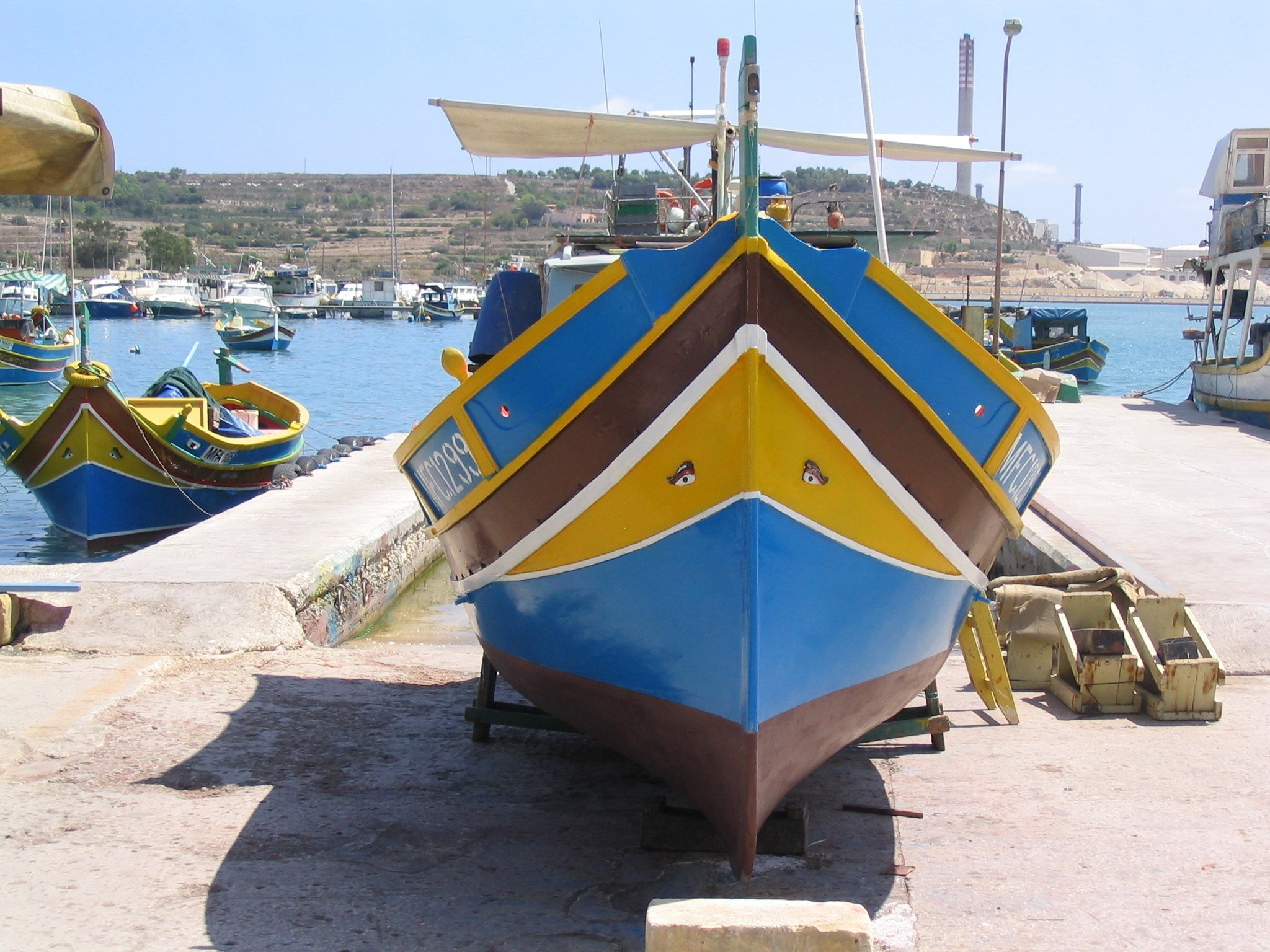
Een luzzu, een traditionele vissersboot, in Marsaxlokk.